# Atrasadinha
"Atrasadinha" é uma canção do cantor brasileiro Felipe Araújo em parceria com o cantor Ferrugem, presente no álbum Por Inteiro (2019) de Araújo, lançada no dia 19 de setembro de 2018 através da gravadora Universal Music.

## Desempenho nas tabelas musicais
| Tabela musical         | Maior posição |
| ---------------------- | ------------- |
| Brasil Hot 100 Airplay | 1             |
| Top 50 Streaming       | 1             |

## Prêmios e indicações
| Ano  | Prêmio                                | Categoria       | Resultado | Ref.  |
| ---- | ------------------------------------- | --------------- | --------- | ----- |
| 2019 | Prêmio Jovem Brasileiro               | Hit do Ano      | Indicado  |       |
| 2019 | Prêmio Multishow de Música Brasileira | Música do Ano   | Venceu    | [ 5 ] |
| 2019 | Prêmio Multishow de Música Brasileira | Chiclete do Ano | Indicado  | [ 5 ] |
| 2019 | Melhores do Ano                       | Música do Ano   | Venceu    |       |
| 2019 | Caldeirão de Ouro                     | As 10+ do Ano   | 1º lugar  |       |
| 2019 | Prêmio Contigo! Online                | Música do Ano   | Indicado  | [ 6 ] |